# Osterspiel
Ein Osterspiel ist ein geistliches Spiel um die Auferstehung Jesu Christi, das im Rahmen der Osterfeier aufgeführt wird.

## Geschichte
Osterspiele lassen sich bis ins Hochmittelalter zurückverfolgen. Ihre Keimzelle ist der Quem-quaeritis-Tropus, der sich seit dem 10. Jahrhundert zuerst im Kloster St. Gallen findet und oft als Ursprung des mittelalterlichen Theaters dargestellt wird. Der Wechselgesang zeigt die Frauen vor dem leeren Grab Christi (Visitatio). Die Erscheinung des auferstandenen Christus vor Maria Magdalena und der Wettlauf der Apostel kamen hinzu. So formierten sich vor allem im 12. Jahrhundert umfangreiche Spiele.
In dieser ersten Zeit gehörten die Osterspiele noch in den Rahmen der Liturgie, wurden in lateinischer Sprache und in der Kirche aufgeführt. Sie dienten zur Erklärung und Veranschaulichung des wichtigsten religiösen Festes. Alle Rollen wurden von Männern gespielt, in der ersten Zeit nur von Klerikern.
Seit dem 13. Jahrhundert flossen volkssprachliche Texte ein. Die Spiele wurden außerhalb der Kirche aufgeführt und von den Städten organisiert. Zu den Szenen, die oft auch sehr derb sein konnten, gehörten etwa: Pilatus- und Judenszene, Auferstehung, Grabwächterszene, Höllenfahrt, Teufelsszene mit Sünderrevue, Marienklage, Krämerszene, Visitatio, Apostellauf. Oft verlor sich der belehrende Aspekt, und die Freude am Spektakel, etwa bei den Teufelsszenen, trat hervor. Die Osterspiele wurden vor allem im 15. Jahrhundert zu Passionsspielen ausgeweitet oder konkurrierten mit diesen. So beinhaltet etwa der sogenannte Debs-Codex für den Tiroler Bereich die Verschriftlichung von vier Osterspielen im Verbund mit zahlreichen weiteren Passionsspielen im letzten Drittel des 15. Jahrhunderts. Reformation und Gegenreformation beendeten die Tradition vieler Osterspiele.

## Beispiele
- Osterspiel von Muri (13. Jh., Schweiz)[1]
- Innsbrucker Osterspiel (14. Jh., mitteldeutsch)
- Redentiner Osterspiel (1464)
- Rheinisches Osterspiel (15. Jh., Mainz)
- Erlauer Osterspiele (15. Jh., süddeutsch)
- Luzerner Osterspiel (16. Jh., Schweiz)[1]
- Augsburger Osterspiel, deutsches Osterspiel mit lateinischen und deutschen Zwischengesängen[2]
- Admonter Passionsspiel (Ende 16. Jh.)
- Osterspiel von Wolfram Böhme, Versuch einer Übertragung eines Osterspiels in die Gegenwart in der Bergkirche Seiffen